# Xã Roscoe, Quận Goodhue, Minnesota
Xã Roscoe (tiếng Anh: Roscoe Township) là một xã thuộc quận Goodhue, tiểu bang Minnesota, Hoa Kỳ. Năm 2010, dân số của xã này là 732 người.